# Cinema do Brasil
O cinema do Brasil existe como exibição e entretenimento desde julho de 1896, e como realização e expressão desde 1897. Embora nunca tenha chegado a se estruturar plenamente como indústria, o cinema brasileiro, em seus mais de 120 anos de História, teve momentos de grande repercussão internacional, como na época do Cinema Novo, e de crescimento do mercado interno, como no período da Embrafilme. Na primeira década do século XXI, a atividade cinematográfica no Brasil envolve pouco mais de 2 mil salas, que vendem uma média de 100 milhões de ingressos anuais, dos quais entre 15 e 20% são para filmes brasileiros. A produção nacional tem mantido uma média de 90 a 100 filmes de longa-metragem por ano, sendo que nem todos conseguem lançamento comercial.
Segundo o crítico e historiador Jean-Claude Bernardet, "não é possível entender qualquer coisa que seja do cinema brasileiro se não se tiver em mente a presença maciça e agressiva, no mercado interno, do filme estrangeiro".

## História

### O início (1896–1907)

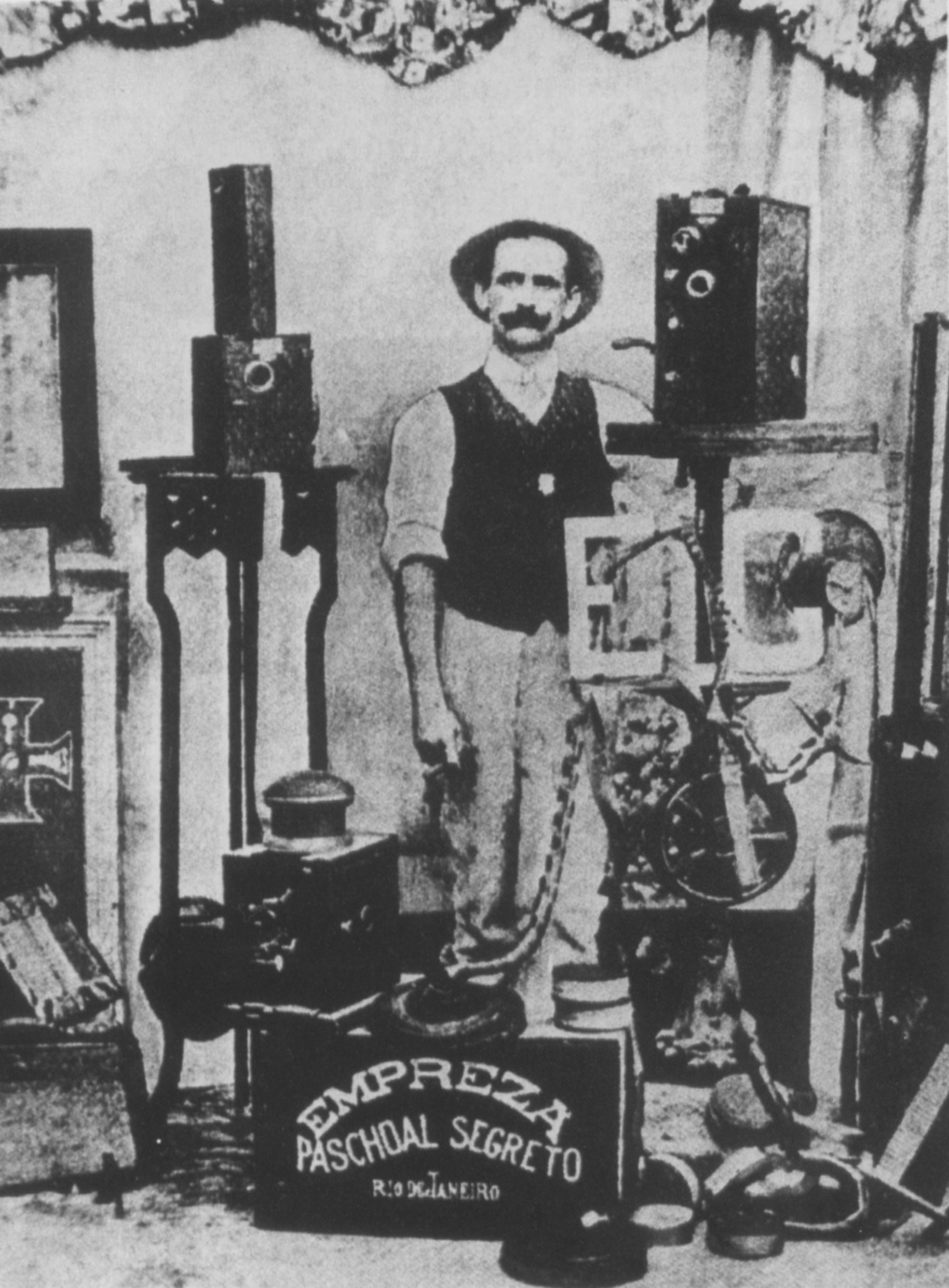
Affonso Segretto, junto aos primeiros projetores da Empresa Paschoal Segreto: os irmãos italianos estiveram entre os precursores do cinema no Brasil.

A primeira exibição de cinema no Brasil aconteceu em 8 de julho de 1896, no Rio de Janeiro, por iniciativa do exibidor itinerante belga Henri Paillie. Naquela noite, numa sala alugada do Jornal do Commercio, na Rua do Ouvidor, foram projetados oito filmetes de cerca de um minuto cada, com interrupções entre eles e retratando apenas cenas pitorescas do cotidiano de cidades da Europa. Só a elite carioca participou deste fato histórico para o Brasil, pois os ingressos não eram baratos. Um ano depois já existia no Rio uma sala fixa de cinema, o "Salão de Novidades Paris", de Paschoal Segreto.
Para a primeira projeção, utilizou-se de um cinematógrafo, mas por razões desconhecidas, os jornais da época anunciaram a novidade como sendo "aparelho que projeta sobre uma tela ... diversos espetáculos e cenas animadas...série enorme de fotografias" de um omniógrafo ou omniographo ("abrasileiramento" do cinematógrafo).
Os primeiros filmes brasileiros foram rodados entre 1897-1898. Hoje em dia, os pesquisadores consideram que os primeiros filmes realizados no Brasil são: "Ancoradouro de Pescadores na Baía de Guanabara"  (de José Roberto da Cunha Salles), "Chegada do Trem em Petrópolis", "Bailado de Crianças no Colégio, no Andaraí", "Uma Artista Trabalhando no Trapézio do Politeama"  e "Ponto Terminal da Linha de Bondes de Botafogo, Vendo-se os Passageiros Subir e Descer, todos datados de 1897.
O filme "Vista da Baía de Guanabara" foi filmado pelo cinegrafista italiano Affonso Segretto  (irmão de Paschoal) em 19 de junho de 1898, ao chegar da Europa a bordo do navio Brèsil - mas este filme nunca chegou a ser exibido. Ainda assim, desde os anos 1970, 19 de junho é considerado o Dia do Cinema Brasileiro.

### Estruturação do mercado exibidor (1907–1910)
A estruturação do mercado exibidor de cinema no país acontece entre 1907 e 1910, quando o fornecimento de energia elétrica no Rio e São Paulo passa a ser mais confiável (inauguração da Usina de Ribeirão das Lajes). Em 1908 já havia 20 salas de cinema no Rio, boa parte delas com suas próprias equipes de filmagem. Exibiam filmes de ficção das companhias Pathé e Gaumont (França), Nordisk (Dinamarca), Cines (Itália), Bioskop (Alemanha), Edison, Vitagraph e Biograph (EUA), complementados por "naturais" (documentários) realizados na cidade poucos dias antes (como "A chegada do Dr Campos Sales de Buenos Aires", "A parada de 15 de novembro" ou "Fluminense x Botafogo").

### Primeiros filmes "posados" e "cantados" (1906–1911)
Os primeiros filmes "posados" (isto é, de ficção) feitos no Brasil eram em geral realizados por pequenos proprietários de salas de cinema do Rio e São Paulo, sendo frequentemente reconstituições de crimes já explorados pela imprensa: o média Os Estranguladores, de Francisco Marzullo (1906), o primeiro sucesso, com mais de 800 exibições no Rio; O Crime da Mala, de Francisco Serrador (São Paulo, 1908) e Noivado de Sangue, de Antonnio Leal (Rio, 1909). Mas há também comédias, como o curta Nhô Anastácio Chegou de Viagem, de Julio Ferrez (1908).
Em 1909 surgem os filmes "cantados", com os atores dublando-se ao vivo, por trás da tela. O sucesso do sistema resulta na filmagem de revistas musicais, como Paz e amor, de 1910, com sátira ao presidente Nilo Peçanha, e trechos de óperas, como O Guarany, de 1911. Há forte concorrência entre as produções do Cinematógrafo Rio Branco (de Alberto Moreira) e da Rede Serrador, que se instala no Rio e produz o drama histórico A República Portuguesa (1911), outro sucesso. Hoje não existem sequer fragmentos desses filmes.

### Adaptações literárias (1911–1926)

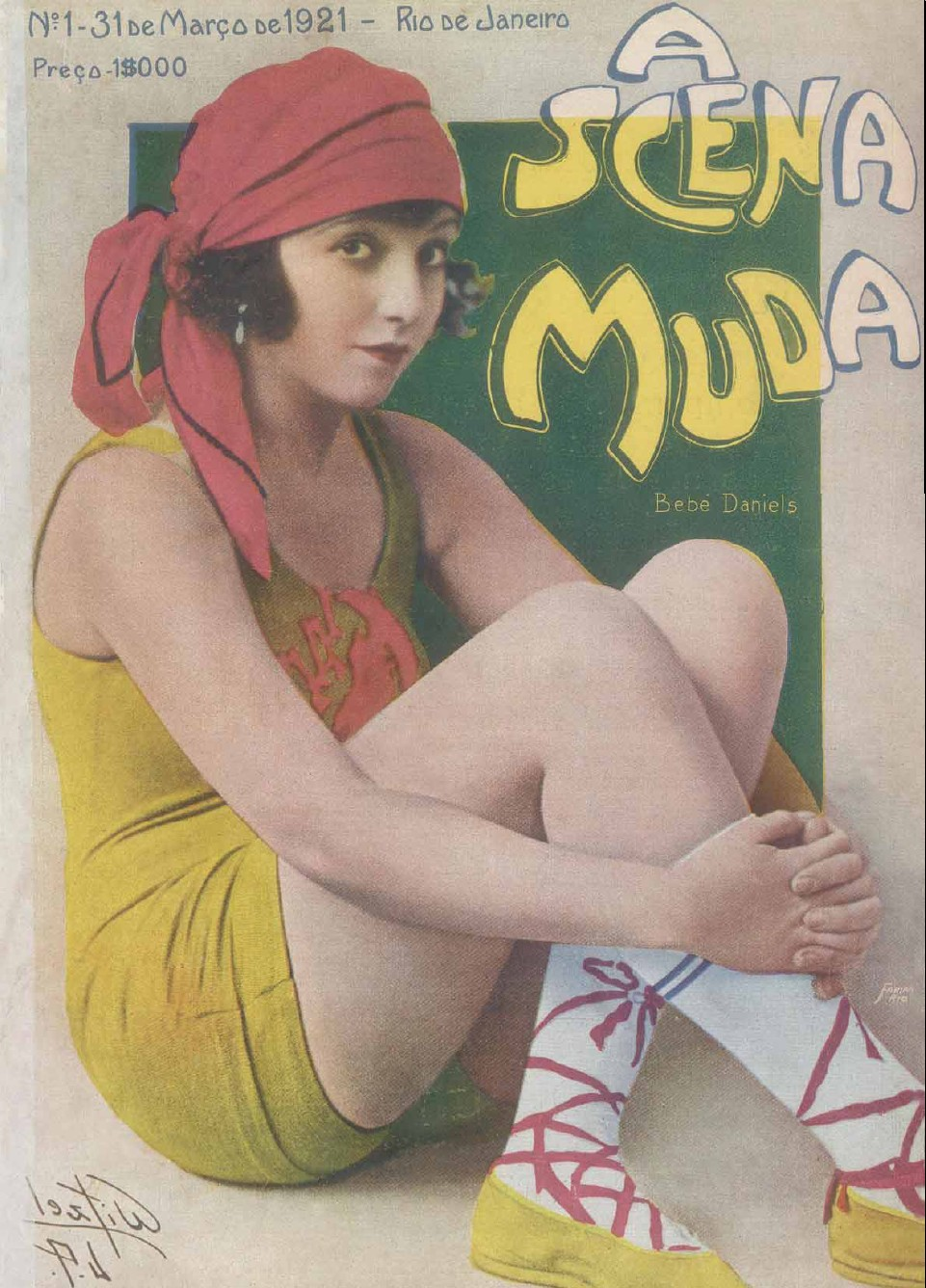
Revista A Cena Muda Nº 1, de março de 1921 trazendo Bebe Daniels na capa. Primeira revista brasileira especializada em cinema, e a que teve maior duração, publicada até 1955.

A partir de 1911, chegam a São Paulo imigrantes italianos que acabariam tomando conta do mercado nos próximos 30 anos: Gilberto Rossi, João Stamato, Arturo Carrari. O ator italiano Vittorio Capellaro associa-se ao cinegrafista Antônio Campos e juntos filmam os longas Inocência (1915), a partir do romance de Taunay, e O Guarani (1916), baseado em José de Alencar. No Rio, Luiz de Barros, que viria a realizar mais de 60 longas-metragens até os anos 70, também começa por José de Alencar: A Viuvinha (1916), Iracema (1918) e Ubirajara (1919). Mais tarde, uma nova versão de O Guarani (1926), de Capellaro, será exceção na década: um filme brasileiro de sucesso.

### Cavação (1916–1935)
A partir de 1916, os "naturais" se organizam em cinejornais, produzidos e exibidos semanalmente, mantendo o pessoal de cinema em atividade com filmagens de futebol, carnaval, festas, estradas, inaugurações, fábricas, políticos, empresários, etc. Muitas pautas eram claramente encomendadas, misturando jornalismo e propaganda. Daí o termo pejorativo "cavação", ou picaretagem.
Até 1935, existiram 51 cinejornais no país, alguns de vida curta; mas o Rossi Atualidades teve 227 edições em 10 anos (1921-31), financiando a produção dos filmes de ficção dirigidos por José Medina e fotografados por Gilberto Rossi, como Exemplo regenerador (1919), Perversidade (1920) e a obra-prima do cinema mudo brasileiro Fragmentos da Vida (1929). O Canal 100 e os cine-jornais de Primo Carbonari e Jean Manzon são um prolongamento do período da cavação, sendo mostrados nos cinemas até o final dos anos 70, quando desistem de competir com a instantaneidade dos telejornais.

### Invasão: (1915–1930)

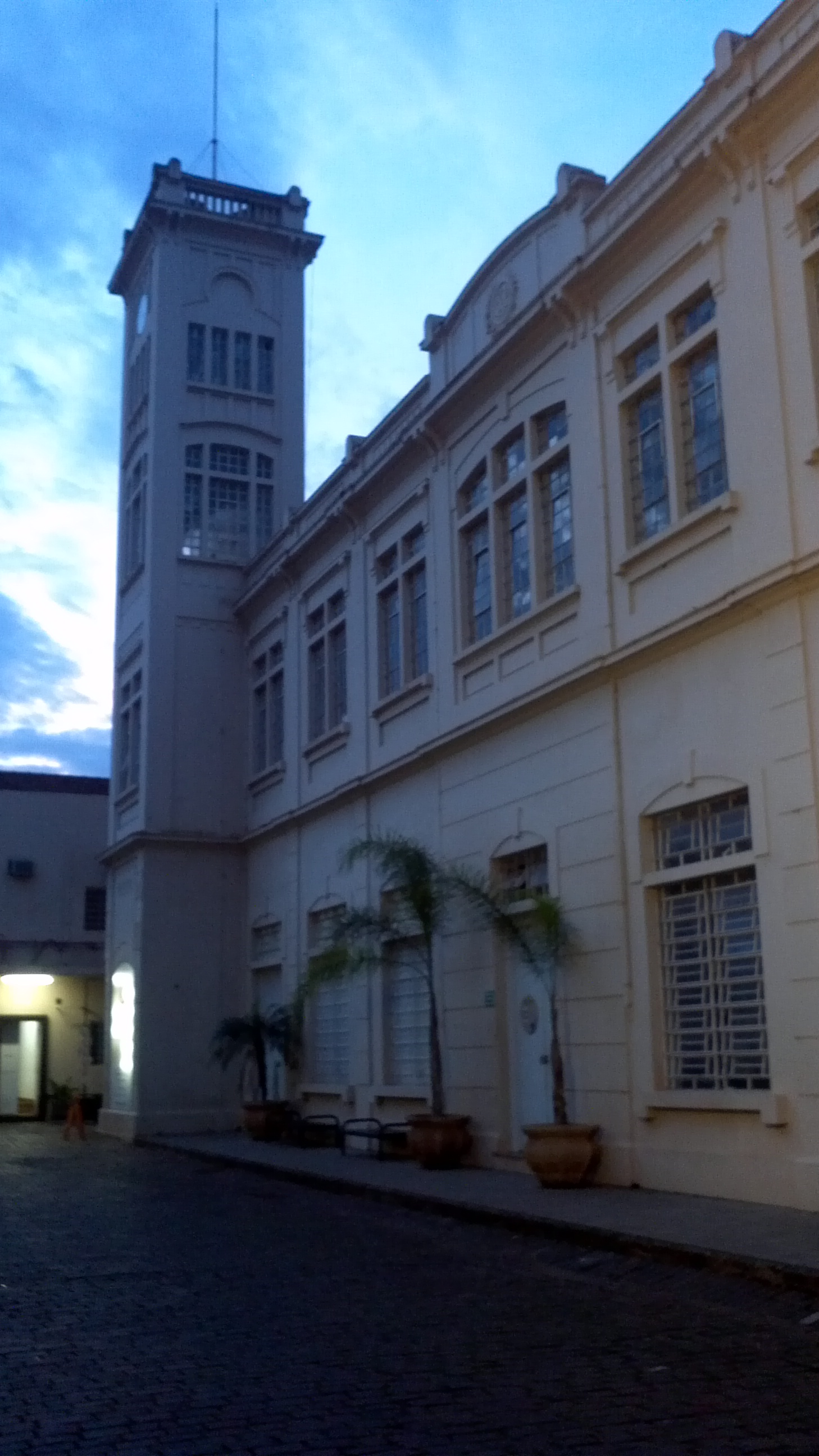
Estúdios Kaiser de Cinema, em Ribeirão Preto.

Já em 1911, empresários norte-americanos visitaram o Rio de Janeiro para sondar o mercado cinematográfico brasileiro, e logo abriram o Cinema Avenida para exibir exclusivamente filmes da Vitagraph. Com a Primeira Guerra Mundial, a produção europeia se enfraquece, e os EUA passam a dominar o mercado mundial. Francisco Serrador cria a primeira grande rede de exibição nacional (salas em São Paulo, Rio de Janeiro, Niterói, Belo Horizonte e Juiz de Fora), desiste de produzir e torna-se distribuidor de filmes estrangeiros.
Os filmes brasileiros passam a ter dificuldades de exibição, o que leva a uma queda de produção violenta. Surgem as revistas especializadas em cinema e começam a difundir-se os mitos e estrelas de Hollywood. A partir dos anos 1930, diversos acordos comerciais estabelecem que os filmes norte-americanos passam a entrar no Brasil isentos de taxas alfandegárias.

### Ciclos regionais (1914–1929)
Fora do eixo Rio-São Paulo, o cinema brasileiro produziu uma série de ciclos de pequena duração, todos com histórias parecidas: entusiasmo inicial, realizações precárias, algum sucesso local, dificuldades num mercado dominado pelo produto estrangeiro, final prematuro.
Em Pelotas, Francisco Santos realiza O Crime dos banhados (1914), provavelmente o primeiro longa brasileiro, e ainda o curta Os Óculos do Vovô (1913), do qual resta hoje o fragmento mais antigo de filme brasileiro de ficção.
O ciclo mais importante é o de Recife (1923-31), onde Edson Chagas, Gentil Roiz e outros realizam 12 longas e 25 curtas, inclusive Aitaré da Praia (1925), que chegou a ser exibido no Rio.
Em Porto Alegre (1925-33), Eduardo Abelin, José Picoral e outros realizam 6 filmes de ficção (3 curtas e 3 longas).
Do ciclo de Cataguases (Minas Gerais) destaca-se Humberto Mauro, autor de longas como Brasa Dormida (1928) e Sangue Mineiro (1929), que o colocam na vanguarda do cinema brasileiro de então.
Neste período, registram-se ciclos regionais também em Belo Horizonte, Campinas, João Pessoa, Manaus e Curitiba.

### Surgimento do som (1929–1935)

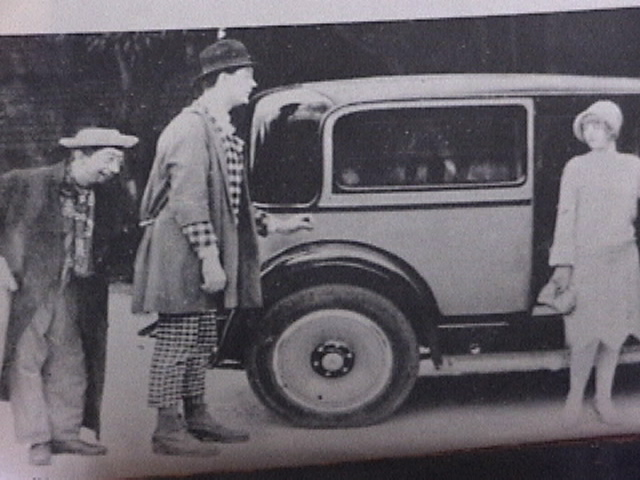
Cena de Acabaram-se os otários, de 1929.

O primeiro filme sonoro brasileiro é a comédia Acabaram-se os otários (1929), de Luiz de Barros. Coisas nossas (1931), de Wallace Downey, é um musical cantado em português, com cantores brasileiros, e de grande sucesso. Na contramão, Mário Peixoto realiza Limite (1930), filme mudo de pouca aceitação popular, mas hoje considerado um marco da história do cinema brasileiro.
No começo dos anos 30, o cinema brasileiro passa por uma rápida fase otimista, já que os "talkies" (filmes falados) de Hollywood têm dificuldades de entrar no mercado brasileiro, por deficiência das salas e pelo problema da língua. Em 1930-1931 são produzidos quase 30 longas de ficção, mas, em função dos custos, a produção volta a se concentrar no Rio e em São Paulo. Surgem no Rio as produtoras Cinédia, de Adhemar Gonzaga, e Brasil Vita Filmes, de Carmen Santos. Humberto Mauro, já o maior diretor de cinema do país, realiza para a Cinédia sua obra-prima Ganga bruta (1933) e para a Brasil Vita Filmes o sucesso Favela dos meus amores (1935).

### Domínio de Hollywood (1934–1942)

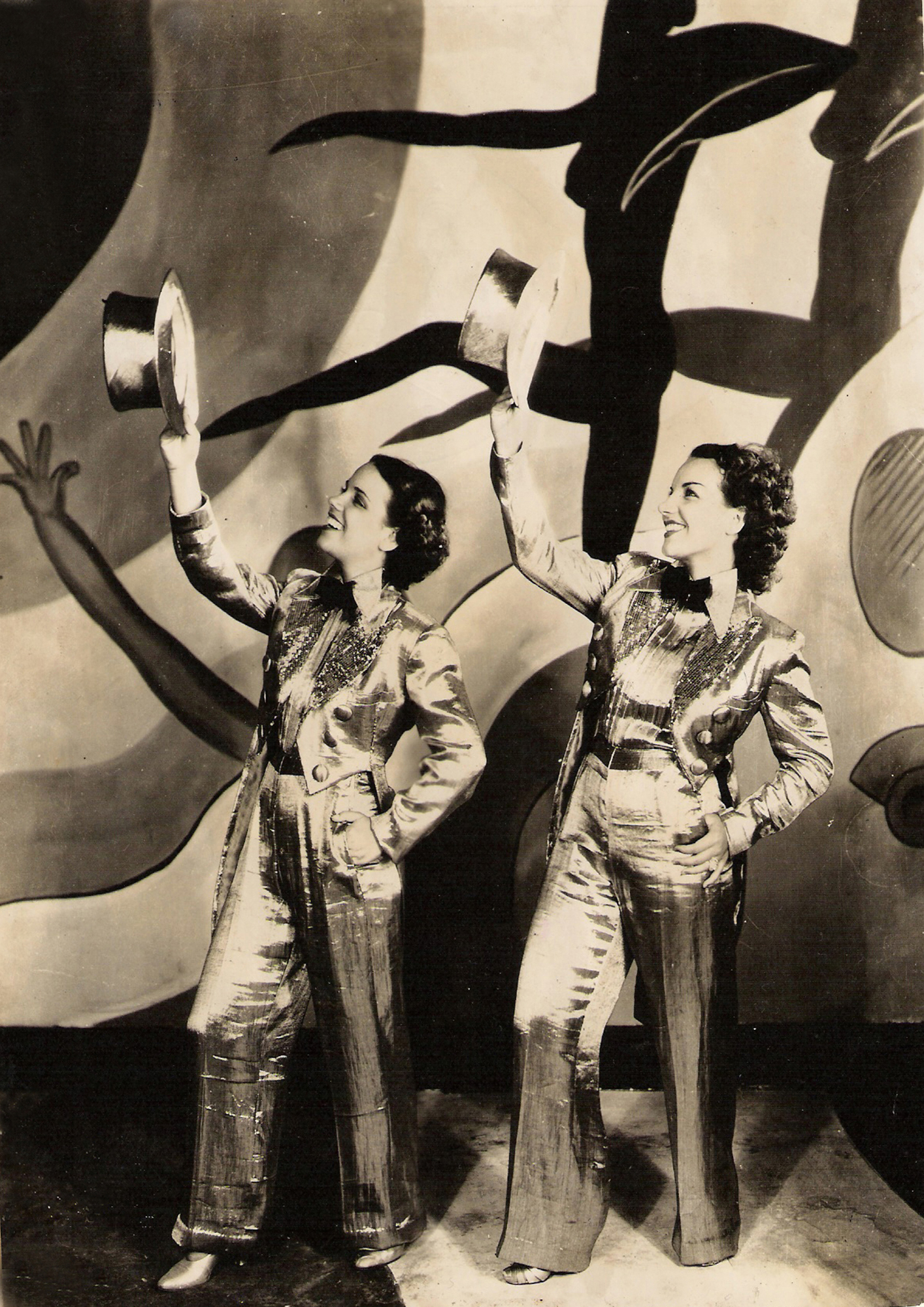
As irmãs Carmen Miranda e Aurora Miranda em cena do filme Alô, Alô, Carnaval.

As distribuidoras de filmes norte-americanos no Brasil investem muito dinheiro em publicidade e na aparelhagem de som dos cinemas, e passam a vender seus filmes no sistema de "lote". Ao contrário do que se esperava, o público brasileiro rapidamente se acostuma a ler legendas. A revista Cinearte diz incentivar o cinema brasileiro, mas defende explicitamente a imitação dos filmes norte-americanos, sua "higiene", seu "ritmo moderno" e seu respeito pelos que têm "o direito de mandar".
Em 1932 Getúlio Vargas cria a primeira lei de apoio ao cinema brasileiro, mas obrigando apenas a exibição de cinejornais. No ano de 1934, não é produzido nenhum longa no país. Edgar Roquette-Pinto cria então o Instituto Nacional de Cinema Educativo e chama o diretor Humberto Mauro que, em 1936, produz o filme épico O Descobrimento do Brasil. De 1936 a 1964 o diretor realizaria mais de 300 documentários curta-metragem.
Dentro da ideia de imitar Hollywood, a Cinédia continua produzindo musicais: românticos como Bonequinha de Seda (1936) ou carnavalescos como Alô, alô, Brasil (1935) e Alô, Alô, Carnaval (1936), nos quais surge Carmen Miranda, logo contratada por Hollywood. Em 1940, a Cinédia produz Pureza, com grande orçamento, cenários especiais, equipamentos novos importados dos EUA e um absoluto fracasso. Em 1942, dos 409 filmes lançados no país, apenas 1 é brasileiro.

### Tentativa de industrialização (1948–1959)
No final dos anos 40, a ideia de "tratar temas brasileiros com a técnica e a linguagem do melhor cinema mundial" seduz empresários e banqueiros paulistas, que se associam ao engenheiro Franco Zampari na Vera Cruz - uma grande produtora construída nos moldes de Hollywood, com enormes estúdios, muitos equipamentos, diretores europeus e elencos fixos.
Alberto Cavalcanti, cineasta formado na França e Inglaterra, volta ao Brasil para trabalhar na Vera Cruz. Vários profissionais estrangeiros passam a fazer parte das produções da companhia, entre eles o fotógrafo inglês Chick Fowle, o diretor argentino (mas radicado em Londres) Tom Payne, e o diretor italiano Luciano Salce. Em 5 anos são produzidos 18 filmes, do melodrama Caiçara (1950) ao musical biográfico Tico-tico no fubá (1952), do drama histórico Sinhá Moça (1953) à comédia sofisticada É proibido beijar (1954), do policial Na Senda do Crime (1954) à comédia caipira Candinho (1954), com Mazzaropi.
Apesar disso, a Vera Cruz nunca conseguiu resolver o problema da distribuição de seus filmes, e foi à falência. Pressionada pelas dívidas, vendeu os direitos de O Cangaceiro (1953), de Lima Barreto, para a Columbia Pictures, e não ganhou nada por ter produzido o primeiro filme brasileiro de sucesso internacional.
Outras companhias com o mesmo espírito da Vera Cruz, mas com menor capital, tiveram o mesmo fim: a Maristela, que produziu 24 filmes a partir de Presença de Anita (1950) e fechou em 1958; a Multifilmes, que realizou 9 longas, inclusive o primeiro filme brasileiro em cores, Destino em apuros (1953), e encerrou suas atividades em 1954; a Brasil Filmes, que produziu 7 filmes, entre eles O Sobrado (1956), de Walter George Durst, baseado em Érico Veríssimo, e faliu em 1959.

### Chanchada (1947–1959)
No Rio dos anos 40, Moacir Fenelon, José Carlos Burle e Alinor Azevedo criam a Atlântida Cinematográfica, sem grandes investimentos em infraestrutura mas com produção constante. Estreiam com o sucesso Moleque Tião (1941), drama baseado na vida do comediante Grande Otelo, que interpretou a si próprio no filme. Luiz Severiano Ribeiro, dono do maior circuito exibidor brasileiro, associa-se e passa a facilitar a exibição dos filmes da Atlântida, vindo a comprar a empresa em 1947. Pela primeira vez no cinema brasileiro, estão associados produção e exibição.
Em seguida, a Atlântida passa a produzir comédias musicais de fácil comunicação com o público, tendo como tema principal o carnaval, como Este mundo é um pandeiro (1947) e Carnaval no fogo (1949), ambos de Watson Macedo. O apelo popular dos filmes da Atlântida acaba influenciando a Cinédia, que realiza o melodrama O Ébrio (1946), de Gilda Abreu, com Vicente Celestino, grande bilheteria em todo o país.
Formando uma espécie de "star-system" a partir do rádio, os grandes nomes da Atlântida são Oscarito, Grande Otelo, Ankito e Mesquitinha (comediantes), Cyll Farney e Anselmo Duarte (galãs), Eliana (mocinha), José Lewgoy (vilão) e os cantores Sílvio Caldas, Marlene, Emilinha Borba, Linda Batista.
Aos poucos, as histórias vão abandonando o carnaval e explorando a comédia de costumes, a partir dos tipos folclóricos do Rio de Janeiro. Os melhores momentos vêm com os filmes de Carlos Manga Nem Sansão nem Dalila (1954) e Matar ou correr (1954), satirizando dramas americanos de sucesso. O público gosta, mas os críticos "sérios" dizem que chanchada não é cinema. (Chanchada em espanhol significa exatamente "porcaria".)
As chanchadas (e a Atlântida) se esgotam no final dos anos 50, quando o público parece cansar da fórmula, e as maiores estrelas são chamadas para trabalhar na televisão.

### Precursores do Cinema novo (1953–1962)
Ainda nos anos 50, por influência do Neo-realismo italiano, surge no Rio um profundo questionamento às tentativas de transplantar Hollywood para o Brasil. Alex Viany realiza Agulha no palheiro (1953) e Nelson Pereira dos Santos filma Rio, 40 graus (1955), ambos com baixo orçamento, temática popular e busca de um realismo brasileiro. O filme de Nelson termina proibido pela censura, desencadeando uma campanha de estudantes e intelectuais pela sua liberação.
Em São Paulo, Roberto Santos aplica os mesmos princípios na comédia de costumes O grande momento (1958). Como os anteriores, o filme tem problemas de distribuição e não atinge o grande público.
Em Salvador, Bahia de todos os santos (1960), de Trigueirinho Neto, e Barravento (1961), de Glauber Rocha, desencadeiam um novo ciclo regional, que atrai cineastas de outros estados em busca da temática nordestina: entre outros, O pagador de promessas (1962), de Anselmo Duarte, premiado com a Palma de Ouro no Festival de Cannes, apesar de criticado pelos novos cineastas como um filme "tradicional".

### Cinema novo: (1963–1970)
Uma parcela (pequena, mas significativa) da juventude brasileira descobre este novo cinema, comprometido com a transformação do país. Em 1963, o movimento é deflagrado por 3 filmes: Os Fuzis, de Ruy Guerra; Deus e o Diabo na Terra do Sol, de Glauber Rocha; e Vidas Secas, de Nelson Pereira dos Santos. Em todos eles, é mostrado um Brasil desconhecido, com muitos conflitos políticos e sociais. Uma mistura original de Neo-realismo (por seus temas e forma de produção) com Nouvelle vague (por suas rupturas de linguagem). É Glauber quem define os instrumentos do cinema novo: "uma câmera na mão e uma ideia na cabeça"; e também o seu objetivo: a construção de uma "estética da fome".
Após o golpe militar de 31 de março de 1964, os cineastas (e o país) se interrogam sobre o futuro e sobre as suas próprias atitudes de classe. Os filmes marcantes desse segundo momento do Cinema Novo são O Desafio (1965), de Paulo César Saraceni; Terra em Transe (1967), de Glauber Rocha; e O Bravo Guerreiro (1968), de Gustavo Dahl.
Enquanto isso, longe do Cinema novo, Domingos de Oliveira redescobre a comédia carioca com "Todas as mulheres do mundo" (1967) e Edu coração de ouro (1968).
Com o AI-5 (13 de dezembro de 1968), a ditadura militar fecha o Congresso e os partidos políticos existentes e censura a mídia e as diversões públicas. A perseguição às oposições, a restrição da atividade sindical e a prática de tortura nas prisões criam um clima de medo que se reflete em toda a cultura do país. Neste terceiro momento, o Cinema Novo volta-se para o passado, para a História, ou para projeções alegóricas do país real: O Dragão da Maldade contra o Santo Guerreiro (1969), de Glauber Rocha; Os Herdeiros (1969), de Cacá Diegues; Macunaíma (1969), de Joaquim Pedro de Andrade; Os Deuses e os Mortos (1970), de Ruy Guerra.

### "Údigrudi": (1968–1970)
Uma nova geração de cineastas responde à nova situação política do país com mais radicalidade: a estética do lixo, o Cinema marginal, o "údigrudi" - termo irônico, corruptela de "underground", um dos nomes da contracultura norte-americana dos anos 60. Suas obras, em maioria, são pouco assistidas, com exceções como no caso de O Bandido da Luz Vermelha. Os cineastas marginais rejeitavam as fórmulas tradicionais de narrativa e estética e encontravam sua força no cinema experimental. Os principais representantes do movimento são Rogério Sganzerla (O Bandido da Luz Vermelha, 1968), filme no qual se nota a influência de cineastas como Jean-Luc Godard e Orson Welles; e Júlio Bressane (Matou a família e foi ao cinema, 1969). Em 1970, os dois fundam a produtora Belair Filmes e realizam, em apenas 3 meses, 6 longas de baixíssimo custo.

### Embrafilme (1969–1982)

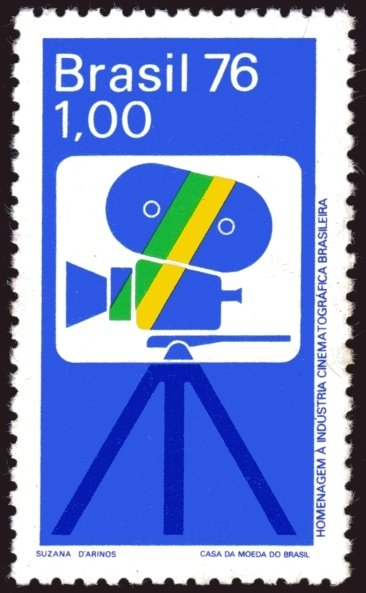
Selo postal de 1976 alusivo ao cinema brasileiro.

O Estado brasileiro há muito tempo interferia no cinema do país - a princípio, para garantir o mercado do filme norte-americano; mais tarde, em resposta a anseios nacionalistas de industrialização. As leis de obrigatoriedade de exibição de filmes brasileiros existem desde 1932 (para cinejornais) e 1939 (para longas-metragens). Em 1966, o INCE (que existia desde 1936) é ampliado e transformado no Instituto Nacional de Cinema (INC), cujos principais objetivos são estimular a produção e exibição de filmes brasileiros.
Mas é com a criação da Empresa Brasileira de Filmes (Embrafilme), em plena ditadura militar (1969), que o Estado passa a financiar a produção, enquanto o Conselho Nacional de Cinema (Concine) se preocupa com a legislação do setor. Parte do lucro das distribuidoras de filmes estrangeiros no Brasil é taxado (como na Alemanha), e esse dinheiro é usado para produzir filmes nacionais (como na Argentina), mas o sistema de escolha dos filmes a serem produzidos é absolutamente centralizado. Os cineastas oriundos do Cinema novo (quase todos cariocas ou morando no Rio de Janeiro) ficam com a maior parte dos recursos.
A contradição básica do sistema se revela quando o filme Pra frente, Brasil (1982), do ex-diretor geral da Embrafilme Roberto Farias, parcialmente financiado pela Embrafilme (um órgão do governo), é proibido pela Censura (outro órgão do mesmo governo).

### Pornochanchada
Na passagem para a década de 1970, despontava no cinema brasileiro uma certa quantidade de títulos influenciados nas comédias populares italianas dos anos 1960, na releitura com grande malícia da tradição carioca da comédia popular da época da chanchada e de um insinuante erotismo nos filmes paulistas do final da década de 1960. Nascia ali a pornochanchada, que inicialmente se especializou em produções que combinavam situações eróticas e altas doses de humor. Apoiado principalmente nas produções em grande escala da Boca do Lixo paulistana, converteu-se em pouco tempo em um grande sucesso comercial, impulsionando um precário mas estimulante sistema cinematográfico, que soube tirar proveito da lei de reserva de mercado implementada no final da década de 1930 pelo governo Getúlio Vargas. Em função dessa obrigatoriedade das salas de exibição reservar um número mínimo de dias para a exibição de filmes brasileiros, as pornochanchadas eram muito requisitadas pelos grandes exibidores, que em muitos casos pagavam adiantado aos produtores apenas para garantir que os filmes fossem exibidos com exclusividade em seus cinemas. Os bons retornos de espectadores nas bilheterias garantiram a continuidade do processo e de uma praticamente harmonia entre as diferentes partes da cadeia cinematográfica nacional. No entanto, a pornochanchada entrou em colapso com seu esgotamento estético e a concorrência fatal dos filmes pornográficos hardcore, decretando o fim do gênero genuinamente brasileiro.

### Conquista do mercado: (1970–1981)

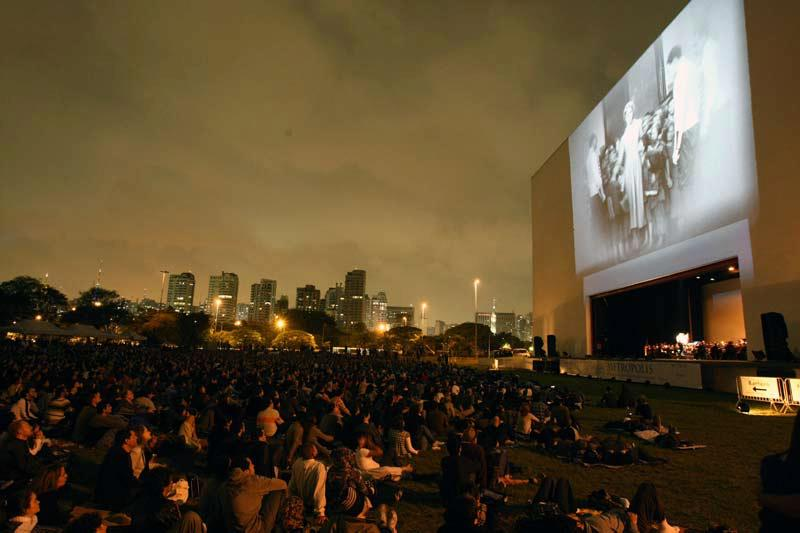
Exibição ao ar livre de Metrópolis, durante a Mostra Internacional de Cinema de São Paulo de 2010, evento realizado desde 1977 quando Lúcio Flávio, o passageiro da agonia foi premiado pelo juri popular.

Nos anos 70, a palavra de ordem dos ex-cinemanovistas é "Mercado é cultura". Tratava-se de fazer com que os filmes brasileiros fossem vistos pelo público de cinema no Brasil. E, de certa forma, graças às produções da Embrafilme de um lado, às produções baratas da turma da pornochanchada de outro, aos filmes infantis dos Trapalhões de um terceiro, e ainda a um novo "star-system" gerado pela televisão, isso foi conseguido.
O mercado diminuiu: de 3 200 cinemas em 1975 para 1400 em 1985; de 270 milhões de espectadores em 1975 para 90 milhões em 1985. Mas o Brasil produziu mais filmes: chegou a 100 em 1978 e a 103 em 1980. E a participação dos filmes brasileiros no mercado cresceu muito: de 14% dos ingressos vendidos em 1971 para 35% em 1982.
Dona Flor e seus dois maridos (1976), de Bruno Barreto, chega a 11 milhões de espectadores, mais do que qualquer filme estrangeiro. A Dama do lotação (1978), de Neville d'Almeida; Lúcio Flávio, o passageiro da agonia (1977), de Hector Babenco; Eu te amo (1981), de Arnaldo Jabor; Xica da Silva (1976), de Cacá Diegues; e mais 14 filmes dos Trapalhões ultrapassam, cada um, os 3 milhões de ingressos vendidos.

### Anos 80

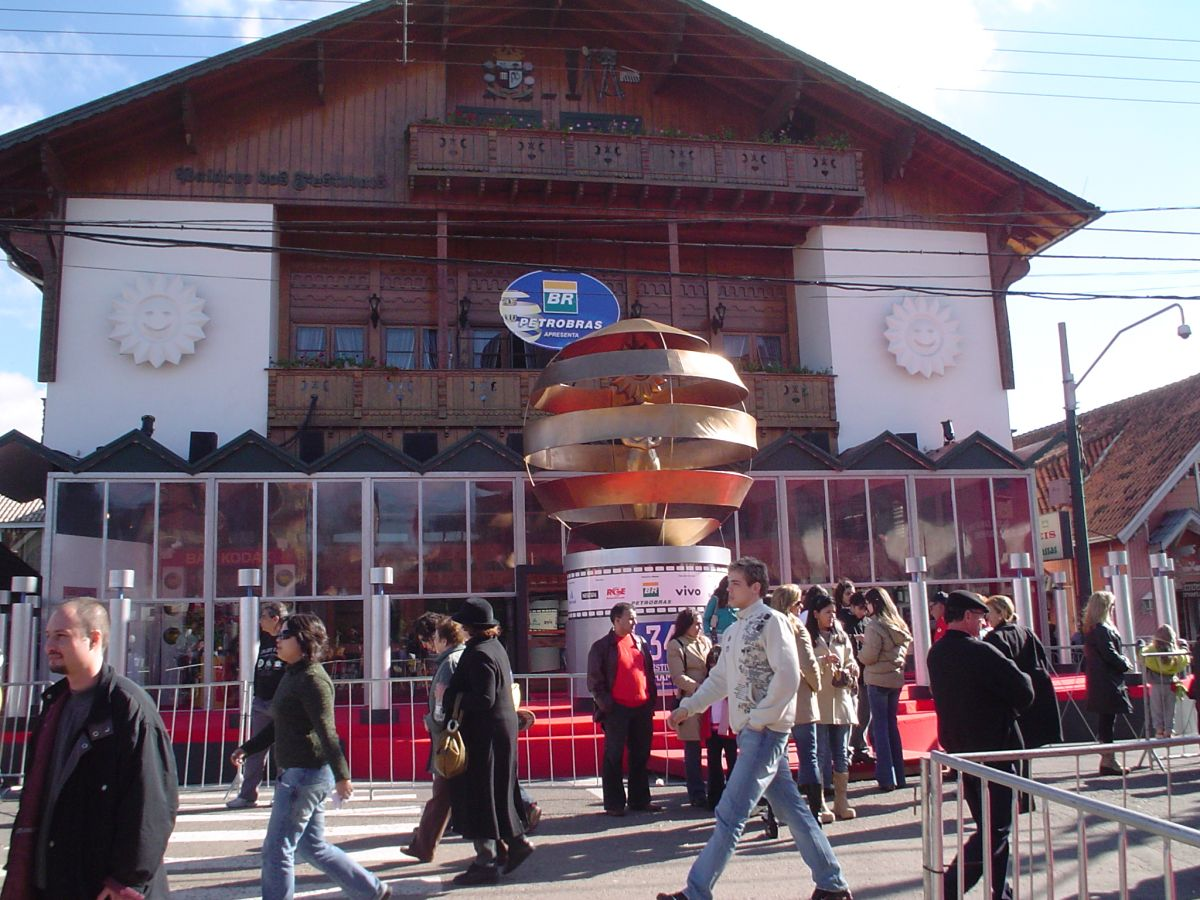
Festival de Gramado.

Em outubro de 1982, a crise econômica do país piora com a falta de dinheiro para pagar a dívida externa. Falta dinheiro para que o consumidor brasileiro possa ir ao cinema, falta dinheiro para produzir filmes. A produção volta a cair. Os exibidores (donos de cinemas), assessorados pelos distribuidores estrangeiros, começam uma batalha judicial contra a lei da obrigatoriedade, e em muitas salas simplesmente param de passar filmes brasileiros. Metade dos filmes produzidos em 1985 foi de sexo explícito.
Apesar de tudo, surge uma nova geração de cineastas em São Paulo, onde se destacam Sérgio Bianchi (Mato eles?, 1982), Hermano Penna (Sargento Getúlio, 1983), André Klotzel (A marvada carne, 1985) e Sérgio Toledo (Vera, 1987), mas seus filmes são vistos basicamente em festivais.
Graças à Lei do Curta (de 1975, mas aperfeiçoada em 1984), que obriga a sua exibição antes do longa estrangeiro, o curta-metragem passa a ser o único cinema brasileiro com acesso ao mercado. Assim, em todo o país surgem novos cineastas e novas propostas de produção, e os curtas brasileiros ganham vários prêmios internacionais.
Outro destaque da década é a produção de documentários de longa-metragem, também sem acesso ao mercado, mas refletindo sobre a história recente do país: Jango (1984), de Sílvio Tendler; Conterrâneos velhos de guerra (1989), de Vladimir Carvalho; e a obra-prima Cabra marcado para morrer (1984), de Eduardo Coutinho.

### Era Collor (1990–1992)
Em 15 de março de 1990, Fernando Collor assume a presidência da República. Em seu governo, as reservas financeiras particulares da população brasileira, como contas-poupança, foram confiscadas e a Embrafilme, o Concine, a Fundação do Cinema Brasileiro, o Ministério da Cultura, as leis de incentivo à produção, a regulamentação do mercado e até mesmo os órgãos encarregados de produzir estatísticas sobre o cinema no Brasil foram extintos.
Em 1992, último ano do governo Collor, apenas três filmes brasileiros chegaram às telas. Ao mesmo tempo, a degradação dos centros urbanos e ascensão do home video levaram ao fechamento de muitas salas de cinema. O ponto baixo foi 1 033 em 1995, sendo que vinte anos chegou-se ao número recorde de 3 276.

### Retomada (1992–2003)

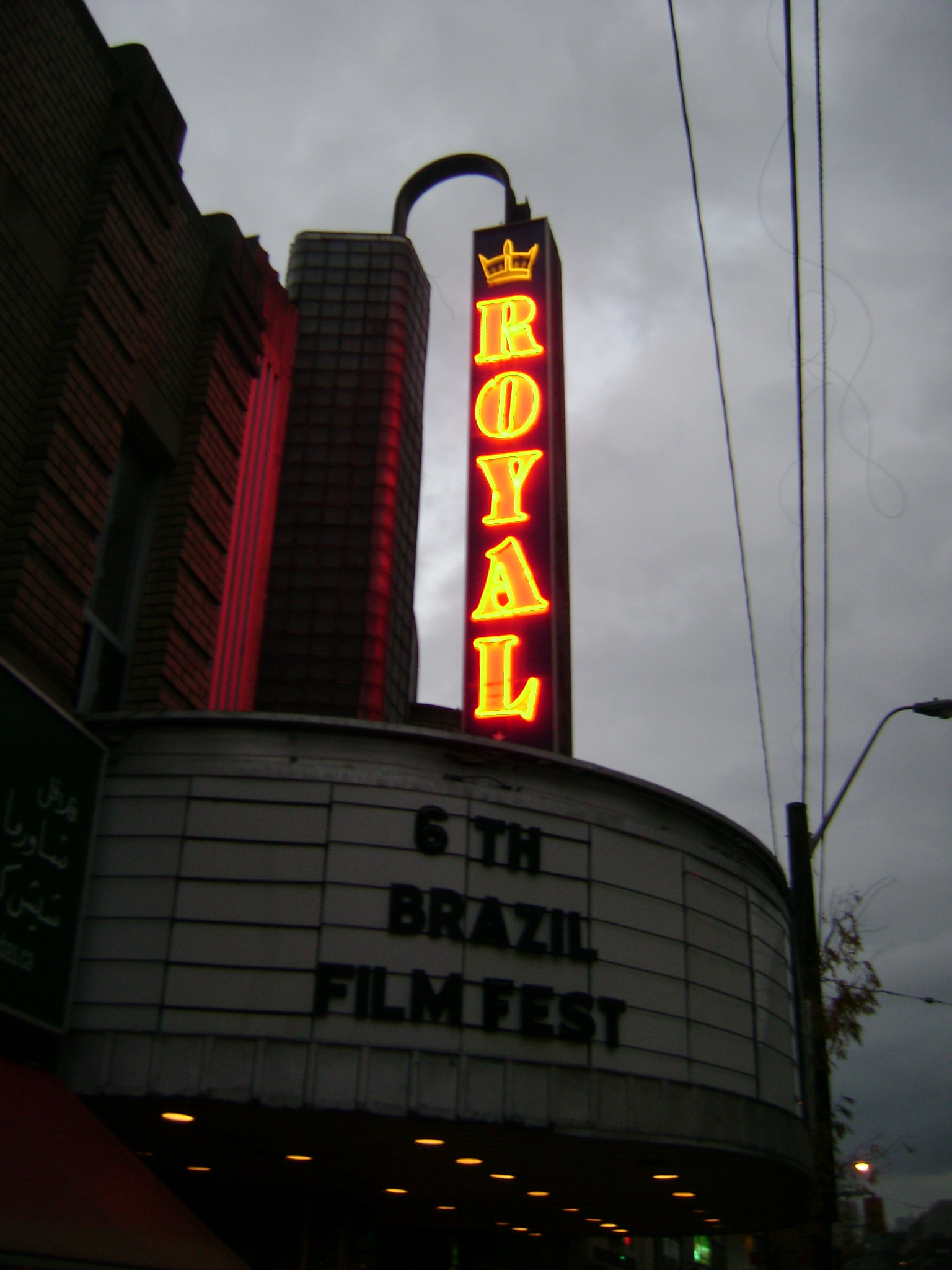
6th Brazil Filme Fest no Cinema The Royal, em Toronto.

Em dezembro de 1992, ainda no governo Itamar Franco, o Ministro da Cultura Antonio Houaiss cria a Secretaria para o Desenvolvimento do Audiovisual, que libera recursos para produção de filmes através do Prêmio Resgate do Cinema Brasileiro e passa a trabalhar na elaboração do que viria ser a Lei do Audiovisual, que entraria em vigor no governo de Fernando Henrique Cardoso.
A partir de 1995, começa-se a falar numa "retomada" do cinema brasileiro. Novos mecanismos de apoio à produção, baseados em incentivos fiscais e numa visão neoliberal de "cultura de mercado", conseguem efetivamente aumentar o número de filmes realizados e levar o cinema brasileiro de volta à cena mundial. O filme que inicia este período é Carlota Joaquina, Princesa do Brazil (1995) de Carla Camurati, parcialmente financiado pelo Prêmio Resgate. No entanto, as dificuldades de penetração no seu próprio mercado continuam: a maioria dos filmes não encontra salas de exibição no país, e muitos são exibidos em condições precárias: salas inadequadas, utilização de datas desprezadas pelas distribuidoras estrangeiras, pouca divulgação na mídia local.
Em 1997, para alcançar o mercado cinematográfico, as Organizações Globo (atual Grupo Globo) criaram sua própria produtora, a Globo Filmes, empresa especializada que veio a reposicionar o cinema brasileiro em, praticamente, todos os segmentos. Isto porque, em um curtíssimo tempo, a produtora Globo Filmes viria a se tornar um grande monopólio ocupante do mercado cinematográfico brasileiro. Ainda que para a escala de operação da rede de televisão, o seu braço cinematográfico possa vir a ser considerada uma empresa pequena. Dessa maneira, através do cinema, o conglomerado foi capaz de atingir um dos últimos segmentos tradicionais do mercado audiovisual brasileiro, nicho no qual ela ainda não apresentava nenhuma participação realmente direta. Entre 1998 e 2003, a empresa se envolveu de maneira direta em 24 produções cinematográficas, e a sua supremacia se cristalizaria definitivamente no último ano deste período, quando os filmes com a participação da empresa obtiveram mais de 90 por cento da receita da bilheteria do cinema brasileiro e mais de 20% do mercado total.
Com o lançamento de Central do Brasil, o cinema nacional inseriu-se no circuito mundial. Apesar de alguns filme da fase terem alcançado o mercado de exibição audiovisual internacional, como O Quatrilho (1995) e O Que É Isso, Companheiro? (1996) — ambos indicados para Oscar de Melhor Filme Estrangeiro, Central do Brasil destacou-se por ser o pioneiro no seleto grupo de filmes "internacionais". A obra também foi responsável pela indicação de Fernanda Montenegro ao Oscar na categoria de Melhor Atriz — tornando-a a primeira latino-americana, a única brasileira e também a única atriz já indicada ao prêmio por uma atuação em língua portuguesa — e uma indicação ao Globo de Ouro de Melhor Atriz em Filme Dramático. Ela também foi a primeira lusófona a receber importantes láureas, como o National Board of Review de Melhor Atriz e o Urso de Prata de Melhor Atriz.
Alguns filmes lançados na primeira década do novo século, com uma temática atual e novas estratégias de lançamento, como Cidade de Deus (2002) de Fernando Meirelles, Carandiru (2003) de Hector Babenco e Tropa de Elite (2007) de José Padilha, alcançam grande público no Brasil e perspectivas de carreira internacional. Segundo o crítico Luiz Zanin Oricchio, "Cidade de Deus", por sua importância, teria sido o marco final do período conhecido como "a retomada do cinema brasileiro".

### Pós-retomada: a partir de 2003

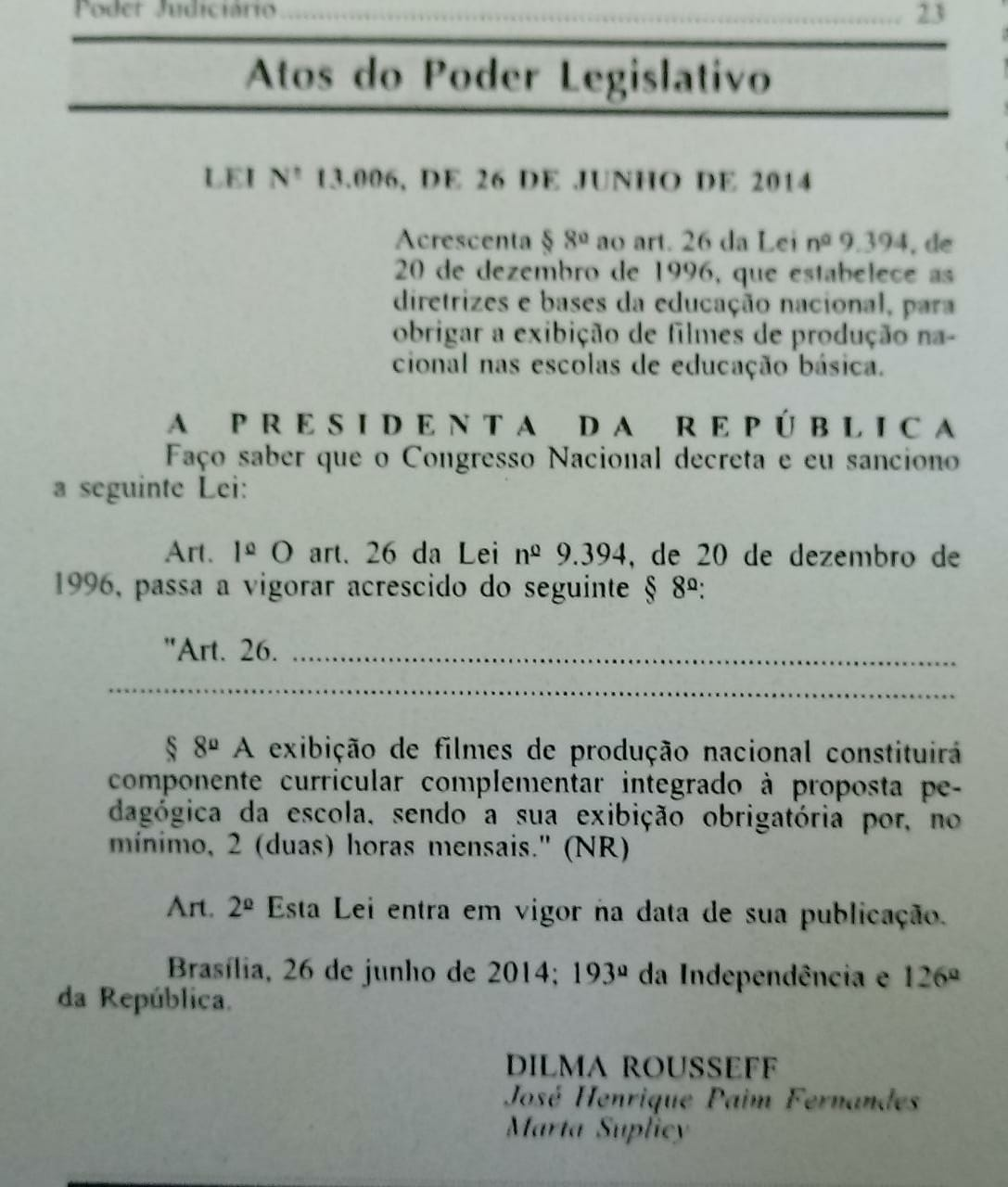
Em apoio ao cinema brasileiro, em 2014 a Lei federal 13 006, alterou a Lei de Diretrizes e Bases da Educação Nacional para que a exibição de filmes de produção nacional componha componente curricular complementar integrado à proposta pedagógica das escolas do país.

O cinema brasileiro bateu recorde em 2013, com mais de 127 longa-metragens que chegaram às telas, 9 dos quais fizeram mais de 1 milhão de espectadores, enquanto 88 foram visto por menos de 10 mil pessoas, de acordo com informações divulgadas pela Agência Nacional do Cinema. Os números marcam aquele que é o melhor ano da indústria audiovisual nacional desde o início dos anos 1980. Antes, os anos mais fortes para a produção brasileira, em bilheteria, haviam sido 2010, quando os longas nacionais venderam 25,687 milhões de ingressos, e 2003, com 22,055 milhões de ingressos vendidos. Em número de lançamentos, os melhores anos, depois de 2013, foram 2011, com 99 títulos, e 2009, com 84. O salto visto este ano prova que a indústria nacional está se consolidando. A arrecadação também obteve um crescimento significativo ao superar a cifra de R$ 270 milhões, quase o triplo do arrecadado em 2012, quando houve um retorno de R$ 157 milhões. A maior parte do faturamento derivou de comédias como Minha Mãe é uma Peça e De Pernas pro Ar 2, enquanto dramas como Serra Pelada, Flores Raras e O Segredo dos Diamantes  faturavam abaixo do esperado ou encontravam problemas para serem distribuídas. Acerca dessas comédias, o crítico da Folha de S.Paulo Inácio Araujo afirma que "o cinema brasileiro continua a buscar seu público. E a referência desse público amplo, hoje, é a estética dos programas da Globo ou os blockbusters americanos. Esses últimos não podemos imitar. Então o cinema imita, no que pode, a Globo. São essas comédias idiotas, com atores que se esforçam para imitar atores de teatro colegial, aquela luz esbranquiçada. O público responde bem a isso. Que dizer? Não é o cinema brasileiro que está doente. É o cinema". A indústria exibidora também cresceu a ponto de em 2019 bater o recorde de salas de cinema do país, com 3356, a maior sendo da rede estadunidense Cinemark (642 salas e 26% do mercado) e da mexicana Cinépolis (393 salas e 15%).
A partir de março de 2014, a data de estreia dos filmes no Brasil passaram a ser às quintas-feiras, e não mais sextas, como o padrão norte-americano. O anúncio foi feito em fevereiro de 2014 pela FENEEC (Federação Nacional das Empresas Exibidoras Cinematográficas). A justificativa da federação foi que "a quinta-feira é agitada, animada em várias cidades do Brasil. Mas o público interessado em filmes não encontra novidade neste dia. Agora, o cinema entra também no cardápio de opções da quinta-feira. A mudança pode influenciar positivamente nos resultados de filmes médios nacionais e internacionais, que nem sempre têm verba para uma comunicação pesada antes da estreia. Eles ganham mais um dia de [propaganda] boca a boca".